# Rzeźba strukturalna
Rzeźba strukturalna – typ krajobrazu, w którym rozmieszczenie  i cechy poszczególnych form rzeźby terenu są zależne głównie od cech struktury geologicznej, a w mniejszym stopniu od cech klimatu.
Rzeźba strukturalna rozwija się w warunkach generalnego spokoju tektonicznego. Występowanie wzniesień i obniżeń odzwierciedla różnice w odporności skał. Typowymi elementami rzeźby strukturalnej są kuesty, stoliwa, monadnoki, przełomy strukturalne. Szczególnym typem rzeźby strukturalnej jest rzeźba krawędziowa.